# کودکس رژیوس

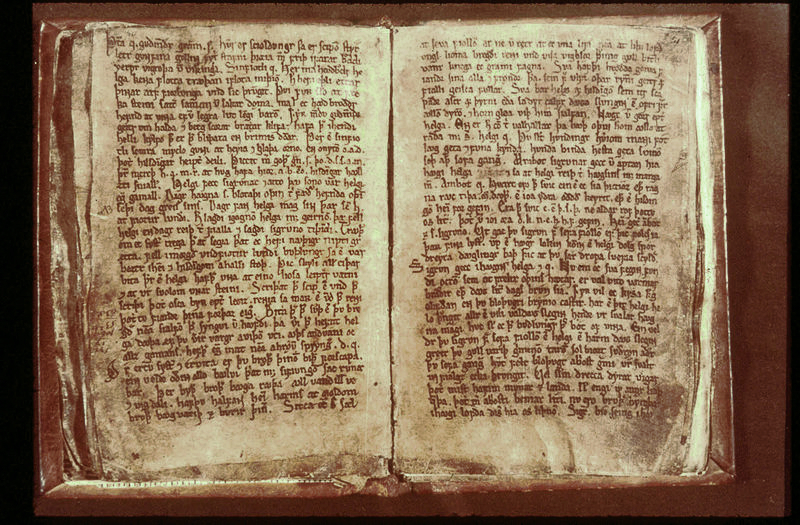
نمونه‌ای از دو صفحهٔ کودکس رژیوس

کودکس رژیوس (به لاتین: Cōdex Rēgius) به معنی دست‌نوشتهٔ سلطنتی، یک دفترنامه ایسلندی است که در آن بسیاری از اشعار نورس باستان از ادای منظوم بر جای مانده است. دست‌نوشتهٔ سلطنتی متن اصلی از این مجموعه است و در نیمه دوم سده سیزدهم میلادی، یعنی حدود سیصد سال پس از پذیرش مسیحت در ایسلند متشکل از ۴۵ برگ بر پوست گاو نگاشته شده است. این اثر در ابتدا شامل هشت برگ دیگر بود که اکنون گم شده‌اند. این تنها منبع بسیاری از اشعار دربر گیرنده آن است. در متون پژوهشگران، این نسخه خطی معمولاً به صورت اختصاری [R] برای کودکس رژیوس یا [K] برای کونونگسبوک خوانده می‌شود.
این دفترنامه در سال ۱۶۴۳ از یکی از کلبه‌های روستایی ایسلند کشف شد، زمانی که در اختیار برینیولفور اسوینسون، اسقف آن زمان اسکالهولت در ایسلند قرار گرفت، که در سال ۱۶۶۲ آن را به عنوان هدیه برای شاه فردریک سوم دانمارک ارسال کرد. سپس تا ۲۱ آوریل ۱۹۷۱، در کتابخانه سلطنتی کپنهاگ نگهداری می‌شد، زمانی که به دنبال توافق حکومت‌های دانمارک و ایسلند به زادگاهش ریکیاویک بازگردانده شد، و اکنون در مؤسسه آرنی مگنوسون برای مطالعات ایسلندی نگهداری می‌شود. از آنجایی که سفر هوایی در آن زمان با چنین محموله‌های گرانبهایی کاملاً قابل اعتماد نبود، با کشتی همراه با اسکورت نظامی حمل می‌شد.
یکی از نسخه‌های خطی اصلی ادای اسنوری (GKS 2367 4to) نیز کودکس رژیوس نام دارد. این کتاب از ۵۵ صفحه کاغذی تشکیل شده است که مربوط به اوایل سده چهاردهم میلادی است، و بخشی از همان هدیه اسقف برینیولفور به شاه فردریک سوم بود. این نسخه نیز در سال ۱۹۸۵ به ایسلند بازگردانده شد، جایی که اکنون در مؤسسه آرنی مگنوسون برای مطالعات ایسلندی قرار دارد.

## در فرهنگ عامه
- کودکس رژیوس موضوع دلهره‌آوری برای نویسنده رمان‌های جنایی ایسلندی آرتنالتور اینتریذاسون است.
- میشائل هانکه کارگردان اتریشی اظهار داشت که عنوان فیلم سال ۲۰۰۳ او زمانه گرگ، برگرفته از کودکس رژیوس، به‌ویژه از «پیشگویی ولوا» است.[۴]
- ورنر هرتسوک ترجمه انگلیسی یکی از اشعار را در فیلم خود به نام در ژرفای دوزخ (۲۰۱۶) با صدای بلند می‌خواند.